# Simulfixo
Em linguística, um simulfixo é um tipo de afixo que altera um ou mais fonemas existentes (geralmente vogais) para modificar o significado de um morfema. 
Exemplos de simulfixos em inglês são geralmente considerados irregularidades, sendo resultantes do trema germânico. Eles incluem:
- man → men, woman → women
- louse → lice, mouse → mice
- foot → feet, tooth → teeth

Os transfixos das línguas semíticas podem ser considerados uma forma de simulfixo descontínuo.
Em indonésio, a simulfixação ocorre produtivamente, por exemplo, em ngopi, nyapu, nyuci, nongkrong e macul, que são verbos derivados das bases nominais kopi, sapu, cuci, tongkrong e pacul.